# Metz (Missouri)
Metz és una població dels Estats Units a l'estat de Missouri. Segons el cens del 2000 tenia 67 habitants.

## Demografia
Segons el cens del 2000, Metz tenia 67 habitants, 29 habitatges, i 18 famílies. La densitat de població era de 215,6 habitants per km².
Dels 29 habitatges en un 31% hi vivien nens de menys de 18 anys, en un 51,7% hi vivien parelles casades, en un 10,3% dones solteres, i en un 37,9% no eren unitats familiars. En el 37,9% dels habitatges hi vivien persones soles el 31% de les quals corresponia a persones de 65 anys o més que vivien soles. El nombre mitjà de persones vivint en cada habitatge era de 2,31 i el nombre mitjà de persones que vivien en cada família era de 3,11.
Per edats la població es repartia de la següent manera: un 28,4% tenia menys de 18 anys, un 4,5% entre 18 i 24, un 22,4% entre 25 i 44, un 26,9% de 45 a 60 i un 17,9% 65 anys o més.
L'edat mediana era de 43 anys. Per cada 100 dones de 18 o més anys hi havia 77,8 homes.
La renda mediana per habitatge era de 9.063 $ i la renda mediana per família de 18.000 $. Els homes tenien una renda mediana de 18.750 $ mentre que les dones 10.417 $. La renda per capita de la població era de 6.940 $. Entorn del 33,3% de les famílies i el 41,8% de la població estaven per davall del llindar de pobresa.

## Poblacions més properes
El següent diagrama mostra les poblacions més properes.